# Francisco Prieto
Francisco Javier Prieto Caroca (Antofagasta, Región de Antofagasta, Chile, 1 de julio de 1983) es un exfutbolista chileno que jugaba de arquero.

## Trayectoria
Nació el 1 de julio de 1983 en la ciudad de Antofagasta, Chile. Realizó sus estudios en el Colegio San Luis de la misma ciudad, donde comenzó a jugar como guardameta, siendo clave en el triunfo de muchos torneos escolares e incluso ganando el campeonato nacional de Colegios Jesuitas. Además se inició en la escuela de fútbol del Club Social y Deportivo Minera Escondida.
Tras recalar en diversas divisiones menores, el año 2000 se integró a las inferiores de Huachipato.
Finalmente debutó en el fútbol profesional a los 18 años, jugando por Arturo Fernández Vial de la Primera división B. El guardameta disputó el último encuentro del torneo en noviembre de 2001, donde su equipo fue derrotado por Deportes La Serena por 2:1.
El jugador fue transferido a Santiago Wanderers el año 2004, firmando un contrato hasta el año 2008. No debutó sino hasta el Torneo de Clausura del mismo año, en el cual disputó 8 partidos y recibió 13 goles en contra.
Ya en el Torneo de Apertura de 2005, participó en 13 encuentros, recibiendo 12 goles en contra. En el Torneo de Clausura aumentó a 16 el número de partidos disputados y recibió 14 goles.
El año 2006 jugó 15 partidos en el Torneo de Apertura, donde recibió 18 goles.
En el año 2008, fichó por Cobreloa. Donde solidificó su condición de consagrado en el medio nacional de entre la gama de buenos proyectos para el arco chileno, el club italiano Torino Football Club lo tuvo entre sus planes para contar con sus servicios.
Definitivamente el 6 de enero de 2009 fue presentado por el Club Colo-Colo, como refuerzo a la Plantilla 2009, con un contrato de tres años en este club que luego en el año 2011, renueva con el cacique por otros tres años. Luego de perder el puesto en el Torneo Apertura 2012 tras la histórica derrota en el Superclásico del Fútbol Chileno ante Universidad de Chile por 5-0, en el Torneo de Clausura del 2012, Renny Vega es expulsado por una falta ante Santiago Wanderers, por lo cual, nuevamente es tenido en cuenta como titular, logrando importantes actuaciones y mejorando considerablemente su rendimiento por el resto del torneo.  Para 2013, pierde lugar en la consideración tras la llegada de Eduardo Lobos.
En verano de 2013, se compromete por una temporada con el Club Deportivo Mirandés de la Segunda División de España, luego ficha por la Ponferradina de España.
En agosto de 2016 llega San Antonio Unido para disputar la Segunda División Profesional, siendo el arquero titular, pero sin poder lograr el ascenso. Tras sus buenas actuaciones llega a Cobresal, equipo en el que logra el ascenso a Primera B luego de que su equipo ganara la liguilla de ascenso frente a Cobreloa.
En marzo de 2019 anuncia su retiro, para dedicarse a ser preparador de arqueros.
Actualmente y a partir de fines de noviembre de 2020 se integra al cuerpo técnico de Eduardo Lobos en Iberia.

## Selección chilena
El guardameta debutó con la selección de fútbol de Chile sub-23 el día 19 de enero de 2006, en un partido amistoso disputado frente a Dinamarca sub-23, en el Estadio Regional de Antofagasta. El portero fue nominado por el entrenador Nelson Acosta y disputó el partido completo donde Chile venció por 2:0.
El 2 de marzo de 2006, Prieto disputó su primer encuentro con la selección absoluta, aunque en un amistoso que no es válido para las estadísticas, pues Chile se enfrentó a la Universidad Católica, equipo que contó con la presencia de Diego Maradona.
Su debut oficial por la selección fue el 9 de mayo de 2007 en un amistoso ante Cuba, siendo su única participación en la selección mayor.
Es nominado el día 5 de octubre de 2012 por Claudio Borghi para entrenar con el equipo para las Clasificatorias 2014.

### Partidos internacionales
| 1     | 9 de mayo de 2007 | Estadio Municipal Rubén Marcos Peralta, Osorno, Chile | Chile      | 2-0 | Cuba  |   |  | Nelson Acosta | Amistoso |
| Total | Total             | Total                                                 | Presencias | 1   | Goles | 0 |  |               |          |

| Selección chilena | Selección chilena | Selección chilena |
| Año               | Partidos          | Goles             |
| ----------------- | ----------------- | ----------------- |
| 2007              | 1                 | 0                 |
| Total             | 1                 | 0                 |

## Clubes
| Club                   | País   | Año       |
| ---------------------- | ------ | --------- |
| Fernández Vial         | Chile  | 2001-2003 |
| Santiago Wanderers     | Chile  | 2004-2007 |
| Cobreloa               | Chile  | 2008      |
| Colo Colo              | Chile  | 2009-2014 |
| → CD Mirandés (cedido) | España | 2013-2014 |
| SD Ponferradina        | España | 2014-2015 |
| San Antonio Unido      | Chile  | 2016-2017 |
| Cobresal               | Chile  | 2017-2018 |

## Palmarés

### Campeonatos nacionales
| Título           | Club      | País  | Año    |
| ---------------- | --------- | ----- | ------ |
| Primera División | Colo-Colo | Chile | 2009-C |